# Janča
Janča (cyr. Јанча) – wieś w Serbii, w okręgu raskim, w mieście Novi Pazar. W 2011 roku liczyła 526 mieszkańców.